# San Giacomo Vercellese
San Giacomo Vercellese (San Giaco in piemontese) è un comune italiano di 255 abitanti della provincia di Vercelli in Piemonte. Fino al 1964 si chiamava Cascine San Giacomo.

## Storia

### Simboli
Lo stemma e il gonfalone del comune di San Giacomo Vercellese sono stati concessi con decreto del presidente della Repubblica del 29 dicembre 1995.
Lo stemma è partito semitroncato: nel primo, d'azzurro, alla figura di san Giacomo apostolo, in maestà, nell'atto di benedire, con una mano, e tenente con l'altra la palma del martirio di verde; nel secondo, d'argento, alla croce di rosso; nel terzo, di verde, alla pianta di riso sradicata d'oro.
Il gonfalone è un drappo partito di rosso e di bianco.

## Società

### Evoluzione demografica
Abitanti censiti